# Aloe leptosiphon
Aloe leptosiphon är en grästrädsväxtart som beskrevs av Alwin Berger. Aloe leptosiphon ingår i släktet Aloe och familjen grästrädsväxter. IUCN kategoriserar arten globalt som akut hotad. Inga underarter finns listade i Catalogue of Life.